# 傲寓
傲寓（英語：Sablier）位於香港九龍大角咀福澤街8號，為一住宅項目，地產發展商為其士國際。

## 歷史
傲寓為大角咀福澤街需求主導重建項目，前身為家慶樓，項目開展日期為2013年6月，政府於2015年4月刋憲公告收回土地作市區重建局的重建用途，地盤於2015年7月復歸政府所有。項目位於福澤街8至10號，以及利得街7至9號，佔地約8,267平方呎，呈現一個長條形，周邊均為舊樓及重建項目，可建樓面約6.2萬平方呎。2017年6月由其士國際投得地皮，原址重建成為傲寓，於2020年10月開售，折實入場費為538.8萬元。物業預計在2021年11月入伙。

## 物業
傲寓設有1座，提供144伙，實用面積由262至706平方呎，間隔由開放式、1房連套房、2房及3房連套房。

## 設施
物業設有會所，設於1樓，佔地約1,261方呎 。

## 鄰近
傲寓鄰近港鐵奧運站、大角咀市政大廈及大型商場奧海城等。
- 匯豐中心
- 中銀中心
- 奧城西岸
- 大同新邨
- 利奧坊·曉岸
- 利奧坊·凱岸
- 利奧坊·曦岸
- 利奧坊·壹隅
- 利奧坊·首隅[5]